# Tarzán (película de 2013)
Tarzán (lanzado en algunos mercados como Tarzan 3D) es una película de animación por ordenador de captura de movimiento 3D alemana, dirigida por el productor alemán Reinhard Klooss, que fue lanzada al mercado el 17 de octubre de 2013, en Rusia. A principios del año 2014 fue estrenada en otros países. Estuvo protagonizada por Kellan Lutz, Spencer Locke, Anton Zetterholm, Mark Deklin, Joe Cappelletti, y Jaime Ray Newman, y el guion fue escrito por Reinhard Klooss, Jessica Postigo y Yoni Brenner. Como todas las películas de Tarzán, está basada en el clásico de Edgar Rice Burroughs, Tarzán de los monos, siendo una versión libre de dicha novela.

## Argumento
Hace 65,000,000 de años, un meteoro del tamaño de una montaña, erizado de energías desconocidas, se estrelló contra la Tierra en lo que hoy es la Península de Yucatán en México, con una gran parte del objeto aterrizando en África Central. El impacto y la catástrofe ecológica resultante provocan la extinción de los dinosaurios.
En la actualidad, el rico industrial John Greystoke ha estado financiando una expedición a las selvas de Uganda para localizar el meteoro, ahora una leyenda, y aprovechar su energía única como una solución a la inminente crisis energética. A pesar de los mejores esfuerzos del científico y aventurero James Porter, la expedición es un fracaso, y John se está preparando para dejar África con su esposa, Alice, y su hijo, John Jr. Mientras el piloto los lleva a la jungla, la familia ve una gorila de montaña solitaria de montaña viajando para encontrar una nueva familia. El enorme simio hace una demostración de amenaza hacia el helicóptero, que pasa y continúa su camino.
No muy lejos, el pícaro Tublat se encuentra con una tropa de sus compañeros gorilas, dirigida por un macho de espalda plateada llamado Kerchak. En una lucha por el dominio, Kerchak derrota al pícaro y comienza a regresar con su compañera, Kala, solo para que Tublat le propine un golpe fatal al aplastar una enorme piedra sobre la cabeza de Kerchak. Kala y los demás solo pueden mirar con horror cuando Tublat afirma su control sobre la familia.
En un curso que los lleva sobre un volcán semiactivo, los instrumentos del helicóptero de Greystoke comienzan a descontrolarse. Mientras el piloto lucha por recuperar el control, se encuentran sobre el sitio de descanso del meteoro, ahora una montaña en el corazón de la jungla y custodiado por mandriles. Aterrizando para investigar, John explora una cueva que lo lleva al corazón de la montaña, donde descubre formaciones rocosas que brillan con una luz roja intermitente. Usando su pico, John intenta recolectar una muestra para estudiar, solo para provocar una reacción en cadena que despierta al volcán cercano. A pesar de sus mejores esfuerzos para escapar, el helicóptero se bloquea, y solo John Jr. se salva. Johnny es descubierto por Kala, quien recientemente perdió a su hijo en el régimen de Tublat después de que muriera en el valle, y este es llevado de vuelta a su refugio, donde la amablemente simio le devuelve la salud. Al hacerse amigo de tres jóvenes gorilas, Johnny es adoptado en la tropa y descarta su identidad anterior, eligiendo ser llamado "Tarzán", un nombre que inventó y que significa "Simio sin pieles".
A medida que pasan los años, Tarzán crece aprendiendo los modos y las habilidades de los animales de la jungla, como los monos y un leopardo. Cuando es un adolescente, sus sentidos y reflejos se perfeccionan a tal punto que puede atrapar a una víbora llamativa con una mano. Tarzán y sus amigos pasan sus días explorando la jungla, jugando bromas entre ellos y molestando a Tublat. Un día, después de aventurarse más allá de lo que sus amigos están dispuestos a ir, Tarzán ve a un grupo de humanos en un jeep. En los años transcurridos desde la desaparición de Greystoke, el Dr. James Porter ha seguido financiando sus expediciones actuando como guía de la jungla para los turistas adinerados. En este viaje en particular se le unirá su hija, Jane Porter, que pasa sus vacaciones de verano con él.
Durante un safari fotográfico de rutina, el hijo de los últimos clientes de los Porter se aleja del grupo y desenvuelve una barra de caramelo, atrayendo inconscientemente la atención de un pájaro volador grande, parecido a un dinosaurio. Jane lo salva atrayendo la atención del pájaro pero pronto la persigue, junto con otros de su tipo. Jane logra escapar, solo para ser mordida en el brazo por una víbora anidando en los arbustos. Tarzán, encaprichado con la joven, la levanta y la lleva a un refugio, cuidándola toda la noche. Al día siguiente, todavía aturdida por el veneno de la serpiente, pero muy viva, Jane vuelve a tropezar con el campamento de su padre. Con solo vagas imágenes de Tarzán en sueños de fiebre, Jane no puede explicar realmente su rescate y pone la mayor parte de la historia en un mal sueño. Aun así, mientras ella y su padre se van, Jane le dice adiós a su rescatador y le deja una de sus vendas. Tarzán la recoge y la lleva de vuelta a casa.
Confundido y frustrado por la exposición a los humanos después de tanto tiempo, Tarzán se vuelve inconsolable. Ignora la compañía de Kala y sus amigos gorilas y abandona el territorio de la tropa. Sus andanzas finalmente lo devuelven a la vista del accidente del helicóptero, donde los recuerdos olvidados regresan a él. Tarzán encuentra una piedra meteórica que su padre había tomado como muestra. Tarzán construye un refugio con ramas y bambú alrededor del accidente y lo convierte en su refugio, reuniendo todo lo que puede encontrar en el lugar, incluso el cuchillo de caza de su padre.
A medida que pasan los años, Tarzán, ahora un hombre, regresa a su retiro para encontrar a Tublat husmeando. Usando una combinación del cuchillo de caza de su padre y la intimidación, Tarzan persigue al espalda plateada y se dispone a poner su escondite nuevamente en orden. Desconocido por Tarzán durante su búsqueda, Tublat activó el faro de emergencia del helicóptero. La transmisión es recibida por Greystoke Energies en Nueva York. William Clayton, CEO de la compañía desde la desaparición de John y Alice, y sabiendo lo que su antiguo empleador estaba buscando, solo ve una oportunidad de ganar dinero. Cuando la oficina es visitada por Jane Porter, ahora una mujer joven que trabaja para un grupo de conservación, Clayton juega con sus esperanzas, prometiendo financiar a su grupo si ella lo acompaña a él y a su asistente a África para hablar con su padre.
De vuelta en el refugio de la tropa de gorilas, Kala continúa preocupada por su hijo. Justo en ese momento, uno de los amigos de Tarzán galopa hacia ella y la alerta sobre el regreso a casa de Tarzán y el hecho de que aparentemente ha tomado una compañera durante su ausencia. Tarzán abraza felizmente a sus amigos y familiares y le presenta a Jane a Kala, quien está feliz por la elección de su hijo en una mujer. Desafortunadamente, la feliz reunión se ve interrumpida por Tublat, quien está furioso por el regreso de Tarzán. Finalmente teniendo suficiente del comportamiento egoísta e intimidatorio de Tublat hacia la familia, Tarzán lo desafía por el derecho a conducir, y voluntariamente renuncia a su cuchillo. Al principio, Tublat domina la lucha con su fuerza bruta, pero Tarzán demuestra pensar rápido y toma al tirano por sorpresa, derrotando a Tublat. En lugar de matar al pícaro, Tarzán le permite a Tublat vivir con su humillación y lo exilia de la tropa. Derrotado su enemigo de mucho tiempo, Tarzán asciende a las altas rocas que dominan el refugio y golpea su pecho, dejando escapar un fuerte y largo grito de victoria (el famoso llamado del hombre mono). Esa noche, bajo las estrellas, Jane y Tarzán admiten su amor.
Jane se da cuenta de que su padre no se detendrá a menos que la encuentre, y que a su vez podría poner en peligro a toda la familia de Tarzán, Kala y la familia de los gorilas. Ella decide regresar. Clayton ve a Jane dirigiéndose al campamento y nota la piedra que Tarzán le dio. Tarzán observa que los acontecimientos se desarrollan a distancia y aparece, percibiendo el peligro cuando Clayton y sus hombres detienen a Jane a punta de pistola. Clayton sabe casi de inmediato que está hablando con el heredero de Greystoke Energies. Kala, quien siguió a Jane y Tarzán, corre hacia ellos para protegerlos, y para gran horror de Tarzán recibe un disparo de Clayton, quedando inconsciente. Tarzán es atacado por detrás y encerrado en una jaula.
Al recuperar la conciencia, ve a Kala tendida en el suelo inmóvil. Afortunadamente, los amigos gorilas de Tarzán lo ubican y lo liberan. Tarzan levanta a Kala y se mueve hacia la jungla donde trata la herida de Kala, dejándola bajo la protección de sus amigos. Tarzán, ahora decidido a poner fin al descubrimiento de Clayton, llega a la montaña donde el meteoro está escondido. Clayton, mientras tanto, ha trasladado todos sus recursos a la montaña y ha preparado el lugar con explosivos, sin darse cuenta de que la reacción en cadena resultante podría causar otra extinción masiva. Jane y el Dr. James Porter están atados a la pértiga y dejados allí para morir. Tarzán comienza a atacar a los secuaces y libera a Jane. James decide quedarse atrás y cortar los cables que van del detonador a los explosivos, indicando que alguien debe quedarse atrás. Cuando Jane y Tarzán salen de la cueva, Clayton los sostiene a punta de pistola. Tarzán convoca a sus amigos de la jungla con un fuerte grito. En la batalla subsiguiente entre la humanidad y la vida silvestre, el meteoro despierta al volcán cercano como lo hizo hace 15 años y la montaña comienza a ceder. Jane y Tarzán escapan, pero el volcán arroja una gran roca al helicóptero de Clayton, lo que lleva a Clayton y su tripulación a la muerte. Jane y Tarzán vuelven al refugio y se reúnen con la familia. Están encantados de ver que Kala se recuperó del disparo. Tarzán y Jane hacen un voto ante la tropa para continuar protegiendo su hogar en la jungla, y todos sus secretos ocultos, de cualquiera que los explote. Se muestra que James Porter está vivo y bien, habiendo recuperado un gran trozo de meteorito de la cueva para continuar su investigación.

## Reparto
- Kellan Lutz como John Greystoke Jr./Tarzán, un hombre que fue criado por simios desde la infancia después de su supervivencia de un accidente de helicóptero que mató a sus padres.
- Craig Garner como Tarzán a los 4 años.
- Anton Zetterholm como un adolescente Tarzán.
- Spencer Locke como Jane Porter, el interés amoroso de Tarzán.
- Jaime Ray Newman como Alice Greystoke, la difunta madre de Tarzán, que murió en un accidente de helicóptero junto con su esposo.
- Robert Capron como Derek.
- Mark Deklin como John Greystoke, el fallecido padre de Tarzán y ex director general de Greystoke Energies antes de la muerte de él y de su esposa. Antes de su muerte, John estaba explorando el sitio de la caída de un antiguo meteorito, y estaba al borde de su descubrimiento.
- Trevor St. John como William Clayton, el codicioso e intrigante CEO de Greystoke Energies que envía un ejército de mercenarios para eliminar a Tarzán y Jane.
- Brian Huskey como Smith.
- Faton Millanaj como Miles.
- Maximilian Nepomuk Allgeier como Piloto #2.
- Christian Serritiello como Chris.
- Brian Bloom como Miller.
- Andy Wareham como Tublat.
- Jeff Burrell como el padre de Derek.
- Jason Hildebrandt como el narrador.
- Joe Cappelletti como el profesor Archimed Porter, el padre de Jane y un viejo amigo de los padres de Tarzán.

## Recepción
Tarzán recibió críticas predominantemente negativas por parte de los críticos, que analizaron la historia y la animación de la película. En el agregador de reseñas Rotten Tomatoes, tiene una calificación de 19% (denominada "podrida"), basada en 26 críticas, con una calificación promedio de 4.5/10. Peter Debruge de Variety la llamó "una monstruosidad para cualquier persona mayor de 10 años, literalmente, para aquellos que optaron por verla en un 3D mal calibrado". Jordan Mintzer de The Hollywood Reporter dijo: "Todo esto se siente muy simplista, como un boceto de dibujos animados de 10 minutos hinchado en una película de larga duración, y uno que está respaldado por una voz en off que a veces puede parecer incómoda". The Times of India la calificó como 2 de 5 estrellas, describiéndola como "una descuidada prestación de un clásico". Angie Errigo de Empire la calificó con una puntuación de 2 sobre 5, y dijo: "Gravemente planeada e inusualmente animada, esto decepcionará al público mimado por las animaciones de grado Pixar". Peter Bradshaw de The Guardian dijo: "Aquí hay una nueva y aburrida película familiar sobre Tarzán, quien, de acuerdo con la tradición, es tan afeitado y completamente lampiño como cualquier stripper masculino". Neil Smith de Total Film escribió: "Las canciones de Phil Collins a un lado, el último Tarzán animado marcó el florecimiento final del renacimiento de Disney y recaudó la friolera de $448 millones de dólares en todo el mundo. Esta versión de captura de movimiento generada por computadora no puede empezar a competir, incluso sin una actualización del palo de golf que convierte a Edgar Rice Burrough en un abrazador de árbol que defiende su jungla contra los capitalistas", y agregó: "Luego de haber destrozado un ícono en La leyenda de Hércules, Kellan Lutz saca otra con voces reconocidamente adecuadas para el maniquí musculoso. Sin embargo, lo que realmente sabotea la película de Reinhard Klooss es una subtrama que involucra una fuente de energía derivada de un meteorito".